# Theater Camp - Un'estate a tutto volume
Theater Camp - Un'estate a tutto volume (Theater Camp) è un film del 2023 diretto da Molly Gordon e Nick Lieberman, al loro esordio alla regia.
Il film è tratto dall'omonimo cortometraggio del 2020 realizzato da Ben Platt, Noah Galvin e dagli stessi Gordon e Lieberman.

## Trama
Joan Rubinsky è la direttrice e co-fondatrice di AdirondACTS, una colonia estiva a tema teatrale nello stato di New York. Durante uno spettacolo, delle luci stroboscopiche le causano un attacco epilettico e Joan finisce in coma. Suo figlio Troy la sostituisce alla direzione di AdirondACTS e, con l'aiuto dei giovani insegnanti di teatro, cerca di portare avanti il campo estivo. A dargli una mano ci pensano Amos e Rebecca-Diane, che annunciano che il musical dell'estate sarà uno show basato sulla vita di Joan. Mentre i due cercano di scrivere il musical, Troy deve fronteggiare le difficoltà economiche lasciate dalla madre: la colonia è infatti sommersa dai debiti e le strampalate iniziative intraprese da Troy non riescono a risolvere il problema.
Le prove di Joan, Still vengono rallentate dalle continue assenze di Rebecca-Diane, che alla fine confessa ad Amos di aver accettato un lavoro su una nave da crociera: Amos è ferito dalla rivelazione, dato che la lunga e profonda amicizia con la ragazza li ha sempre spinti a lavorare insieme. Troy confessa ai suoi impiegati che il campo potrebbe chiudere per sempre, dato che lui ha accidentalmente venduto la proprietà allo studio Barnswell Capital dopo essere andato a letto con la loro rappresentate Caroline. Troy allora invita imprenditori e influencer alla prima di Joan, Still, nella speranza che finanzino la colonia; il tecnico delle luci Glenn rimpiazza all'ultimo minuto Diana nel ruolo di Joan e lo spettacolo viene rappresentato con successo. Tuttavia, i potenziali investitori invitati da Troy non possono finanziare il campo che, proprio sul punto di chiudere definitivamente, viene salvato da Tim, l'affituario che viveva nella colonia dopo che Troy ne aveva trasformato una parte in un airbnb.

## Produzione
Nel giugno 2022 è stato annunciato che Molly Gordon e Nick Lieberman avrebbero diretto il film, su una sceneggiatura scritta dai due insieme a Ben Platt e Noah Galvin.
Le riprese sono iniziate a Warwick nel giugno 2022.

## Distribuzione
Theater Camp è stato presentato in anteprima mondiale il 21 gennaio 2023 in occasione del Sundance Film Festival. Successivamente, Searchlight Pictures ha acquistato i diritti di distribuzione del film, presentato in distribuzione limitata nelle sale statunitensi dal 14 luglio 2023. Due mesi più tardi il film è stato reso disponibile sulla piattaforma Hulu.

## Riconoscimenti
- 2023 – Independent Spirit Awards[7]
  - Candidatura alla miglior sceneggiatura d'esordio a Noah Galvin, Molly Gordon, Nick Lieberman, Ben Platt
  - Candidatura alla miglior interpretazione non protagonista a Noah Galvin
  - Candidatura al miglior montaggio a Jon Philpot